# Piper paganicum
Piper paganicum är en pepparväxtart som beskrevs av William Trelease. Piper paganicum ingår i släktet Piper och familjen pepparväxter. Inga underarter finns listade i Catalogue of Life.